# Circondario del Donnersberg
Il circondario del Donnersberg (in tedesco Donnersbergkreis; targa KIB) è un circondario (Landkreis) della Renania-Palatinato, in Germania.

Comprende 4 città e 77 comuni.

Il capoluogo è Kirchheimbolanden, il centro maggiore Eisenberg (Pfalz).

## Geografia antropica
Tra parentesi gli abitanti al 31 dicembre 2021, il capoluogo della comunità amministrativa è contrassegnato da un asterisco.

### Comunità amministrative (Verbandsgemeinde)
- Verbandsgemeinde Eisenberg (Pfalz), con i comuni:

1. Eisenberg (Pfalz), città * (9 313)
2. Kerzenheim (2 124)
3. Ramsen (1 844)

- Verbandsgemeinde Göllheim, con i comuni:

1. Albisheim (Pfrimm) (1 826)
2. Biedesheim (606)
3. Bubenheim (431)
4. Dreisen (963)
5. Einselthum (819)
6. Göllheim * (3 855)
7. Immesheim (133)
8. Lautersheim (620)
9. Ottersheim (357)
10. Rüssingen (527)
11. Standenbühl (190)
12. Weitersweiler (495)
13. Zellertal (1 127)

- Verbandsgemeinde Kirchheimbolanden, con i comuni:

1. Bennhausen (157)
2. Bischheim (803)
3. Bolanden (2 511)
4. Dannenfels (865)
5. Gauersheim (661)
6. Ilbesheim (619)
7. Jakobsweiler (251)
8. Kirchheimbolanden, città * (7 893)
9. Kriegsfeld (992)
10. Marnheim (1 710)
11. Morschheim (731)
12. Mörsfeld (480)
13. Oberwiesen (546)
14. Orbis (685)
15. Rittersheim (193)
16. Stetten (665)

- Verbandsgemeinde Nordpfälzer Land, con i comuni:

1. Alsenz (1 637)
2. Bayerfeld-Steckweiler (399)
3. Bisterschied (225)
4. Dielkirchen (455)
5. Dörrmoschel (152)
6. Finkenbach-Gersweiler (290)
7. Gaugrehweiler (519)
8. Gehrweiler (314)
9. Gerbach (517)
10. Gundersweiler (506)
11. Imsweiler (539)
12. Kalkofen (167)
13. Katzenbach (490)
14. Mannweiler-Cölln (381)
15. Münsterappel (496)
16. Niederhausen an der Appel (226)
17. Niedermoschel (488)
18. Oberhausen an der Appel (158)
19. Obermoschel, città (1 049)
20. Oberndorf (252)
21. Ransweiler (237)
22. Rathskirchen (170)
23. Reichsthal (104)
24. Rockenhausen, città * (5 315)
25. Ruppertsecken (353)
26. Sankt Alban (276)
27. Schiersfeld (223)
28. Schönborn (110)
29. Seelen (138)
30. Sitters (92)
31. Stahlberg (172)
32. Teschenmoschel (119)
33. Unkenbach (192)
34. Waldgrehweiler (225)
35. Winterborn (173)
36. Würzweiler (212)

- Verbandsgemeinde Winnweiler, con i comuni:

1. Börrstadt (942)
2. Breunigweiler (455)
3. Falkenstein (178)
4. Gonbach (487)
5. Höringen (593)
6. Imsbach (862)
7. Lohnsfeld (936)
8. Münchweiler an der Alsenz (1 211)
9. Schweisweiler (340)
10. Sippersfeld (1 093)
11. Steinbach am Donnersberg (749)
12. Wartenberg-Rohrbach (439)
13. Winnweiler * (4 921)